# Хакстун (Колорадо)
Хакстун (енгл. Haxtun) град је у америчкој савезној држави Колорадо.

## Демографија
По попису из 2010. године број становника је 946, што је 36 (-3,7%) становника мање него 2000. године.
| Група             | 2000.       | 2010.       |
| Белци             | 936 (95,3%) | 893 (94,4%) |
| Афроамериканци    | 1 (0,1%)    | 1 (0,1%)    |
| Азијати           | 4 (0,4%)    | 2 (0,2%)    |
| Хиспаноамериканци | 20 (2,0%)   | 36 (3,8%)   |
| Укупно            | 982         | 946         |